# Плимут (Ајова)
Плимут (енгл. Plymouth) град је у америчкој савезној држави Ајова. По попису становништва из 2010. у њему је живело 382 становника.

## Демографија
Према попису становништва из 2010. у граду је живело 382 становника, што је -47 (-11.0%) становника више него 2000. године.
| Група             | 2000.       | 2010.       |
| Белци             | 420 (97,9%) | 366 (95,8%) |
| Афроамериканци    | 0 (0,0%)    | 2 (0,5%)    |
| Азијати           | 0 (0,0%)    | 1 (0,3%)    |
| Хиспаноамериканци | 5 (1,2%)    | 9 (2,4%)    |
| Укупно            | 429         | 382         |